# Cape Hatteras fyr
Cape Hatteras fyr är en fyr på Hatteras Island utanför South Carolinas kust. Den ritades av Dexter Stetson som den första av tre fyrar på barriäröarna Outer Banks och tändes första gången den 16 december  1870. 
Den första fyren på platsen var ett 29 meter högt åttakantigt torn av sandsten. Fyrlyktan eldades med valolja och tändes första gången i oktober 1803.
Fyren visade sig snart vara för liten och lysvidden otillräcklig så år 1854 förlängde man tornet med 20 meter och försåg fyrapparaten med en fresnellins av första storleken. Den nedersta delen av fyren målades vit och den översta röd.
I slutet av 1860-talet beslöt man att bygga en ny, större fyr. Byggnationen började i oktober 1868 och var klar två år senare. Fyrlyktan eldades med fotogen och lysvidden var 14 sjömil. Fresnellinsen roterade ett varv på 12 timmar med hjälp av et urverk som fyrvaktarna vred upp varje dag. Fyren elektrifierades år 1934. Den gamla fyren revs i februari 1871.
Fyren är av tegel och står på en åttakantig sockel av rött tegel. Den är 61 meter hög och målad i ett svart/vitt spiralmönster. Balkongen och lanterninen är svarta. Fyrlyktan avger en vit blixt var 7,5 sekund. Intill fyren finns två tvåvåningshus av trä för fyrvaktarna och ett oljeförråd av tegel.
Cape Hatteras är USA:s högsta fyr och en av världens högsta fyrar av tegel. Den har utsetts till National Historic Landmark. Fyren togs ur drift år 1936 och tändes åter år 1950. Man var tvungen att byta ut fresnellinsen mot en modern lins eftersom den gamla linsen hade förstörts av souvenirjägare medan fyren var ur funktion. Fyren underhålls av National Park Service och fyrlyktan tänds och släcks av en fotocell.

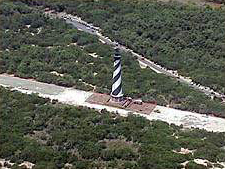
Flyttningen av Cape Hatteras fyr, 1999.

Området där fyren står är drabbat av kraftig sandflykt så år 1999 flyttade man hela fyren och fyrplatsen 885 meter mot sydväst till en kostnad av 12 miljoner dollar. Grundstenarna lämnades kvar på den ursprungliga platsen men flyttades femton år senare när havet kom närmare.
Ett besökscenter öppnades i juni 2003. I september samma år skadades fyren av en orkan och år 2011 förstördes fyrvaktarbostadens tak av en annan orkan.
Fyrplatsen är öppen hela året men fyren är stängd för renovering. Det är 269 trappsteg upp till lanterninen.